# Phrurolithus pullatus
Phrurolithus pullatus är en spindelart som beskrevs av Kulczynski 1897. Phrurolithus pullatus ingår i släktet Phrurolithus och familjen flinkspindlar. Inga underarter finns listade i Catalogue of Life.